# Vodeni orašac
Vodeni orašac (lat. Trapa natans), jednogodišnja vodena biljka iz porodice vrbičevki, raširena po velikim dijelovima Europe (uključujući i Hrvatsku) i dijelovima Azije i Afrike. Na područje Sjeverne Amerike je uvezena.
To je plutajuća biljka koja raste po stajaćim vodama, jezerima, kanalima sa slabim strujama, barama i močvarama a važna je kao izvor hrane za ptice i stanište za mrijest riba.
U Aziji se plodovi vodenog oraška koriste se i u medicini (elefantijaza, reuma, čirevi, opekline, laksativ) i kao hrana, proizvodi se brašno ili se jedu sirovi.

## Varijeteti
1. Trapa natans var. africana Brenan; Uganda, Tanzanija
2. Trapa natans var. bicornis (Osbeck) Makino; Gvineja Bisau; Burkina Faso; Gana; Nigerija; Kamerun; Ekvatorijalna Gvineja; Gabon; Srednjoafrička Republika; D.R.Kongo [Zair]; JZ-Čad; Južni Sudan; Uganda; Kenija; Tanzanija; Angola; Zambija; Malavi; Zimbabve; Mozambik; Namibija; Bocvana; Ruski daleki istok (Amur, Primorye); Kina (Anhui, Fujian, Guangdong, Guangxi, Hebei, Heilongjiang, Henan, Hubei, Hunan, Jiangsu, Jiangxi, Jilin, Liaoning, Shaanxi, Shandong, Zhejiang); Japan; Pakistan (Sind, Pakistanski Punjab, Peshawar); Indija; Šri Lanka; Bangladeš; Mjanmar (Sagaing, Shan, Yangon); Laos; južni Vijetnam;
3. Trapa natans var. japonica Nakano; Sjeverna Koreja; Južna Koreja, Japan (Hokkaido, Honshu, Kyushu)
4. Trapa natans var. komarovii (Skvortzov) C. J. Chen; Ruski daleki istok (Khabarovsk, Primorye); Kina (Anhui, Fujian, Guangdong, Guangxi, Hebei, Heilongjiang, Henan, Hubei, Hunan, Jiangsu, Jiangxi, Jilin, Liaoning, Nei Mongol, Shandong, Sichuan, Yunnan, Zhejiang); ; Japan; Tajvan
5. Trapa natans var. magnicorona (Z.T.Xiong) B.Y.Ding & X.F.Jin; Ruski daleki istok (Amur, Khabarovsk, Primorye); Kina (prilično raširena); Sjeverna Koreja; Južna Koreja; Japan
6. Trapa natans var. quadricaudata (Glück) B.Y.Ding & X.F.Jin; Kamerun; Južna Afrika (KwaZulu-Natal); Ruski daleki istok (Primorye); Kina (Hebei, Heilongjiang, Henan, Hubei, Jiangxi, Jilin, Liaoning); Južna Koreja; Japan; Bangladeš; Tajland; Kambodža; Vijetnam.
7. Trapa natans var. quadrispinosa (Roxb.) Makino; Ruski daleki istok (Primorye), Kina (Hainan, Jiangxi, Liaoning, Zhe Jiang).

- Trapa natans
- Trapa natans
- plodovi
- sjemenke